# Râul Valea Hotarului, Valea Joaderului
Râul Valea Hotarului este un curs de apă, afluent al râului Valea Joaderului. 

## Hărți
- Harta Județului Brașov
- Harta Munților Postăvaru  Arhivat în 3 august 2008, la Wayback Machine.